# Petrowka
Petrowka – wieś w Armenii, w prowincji Lorri. W 2011 roku liczyła 243 mieszkańców.